# Tania Modra
Pour les articles homonymes, voir Modra (homonymie).
Tania Modra, née le 14 janvier 1975 à Port Lincoln, est une coureuse cycliste australienne de tandem. 
Dix-huit mois avant les Jeux de Sydney de 2000, son frère, le cycliste malvoyant Kieran Modra, la présente à la cycliste Sarnya Parker (en) ; malgré le manque d'expérience de Tania Modra en cyclisme, elle devient pilote de Parker. Elle remporte deux médailles d'or aux Jeux paralympiques de Sydney avec Parker au kilomètre contre la montre en tandem et en poursuite individuelle en tandem, et reçoit une médaille de l’ordre de l’Australie. La paire a battu le record du monde dans les deux épreuves. 